# 需品科 (陸上自衛隊)
需品科為陸上自衛隊職種的一種，負責後勤等支援工作，與運輸科一同相當於舊日本軍的輜重兵。

## 概說
負責各部隊各種後方支援工作，於災難應對時則負責供餐、沐浴等災民援助工作。
分別於各方面隊方面後方支援隊編制補給中隊、各師團旅團後方支援隊（或連隊）編制補給隊，而負責管理駐屯地的中央業務支援隊（位於市谷駐屯地）或各駐屯地業務隊亦包含於此。
整體後勤工作的指揮管理為補給統制本部和各方面隊的補給處。
需品科的職種學校為陸上自衛隊需品學校（位於松戶駐屯地），其教育支援部隊為需品教導隊（亦位於松戶駐屯地）。
而隨著後勤體系的變革，需品科隊員們所使用的部隊章亦由需品科職種色棕色改為諸職種混編的藍色，僅剩少數隊員仍使用棕色的部隊章。